# 고노에 천황
고노에 천황(일본어: 近衛天皇, 1139년 6월 16일 ~ 1155년 8월 22일, 재위기간 : 1142년 1월 5일 - 1155년 8월 22일)은 일본의 76대 천황이다. 휘는 나리히토(일본어: 躰仁)이다.
도바 천황의 9황자이고, 어머니는 후지와라노 토쿠시/나리코 (비후쿠몬인)이다.

## 약력
치천의 군이었던 도바 상황과 총비인 후지와라노 토쿠시/나리코 (비후쿠몬인)의 황자로 태어났다. 아버지 도바 상황의 즉위를 희망받고, 생후 1개월여 만인 6월 27일, 이복형 스토쿠 천황과 중궁 후지와라노 세이시/키요코의 양자가 되어, 천황의 고쇼인 고로쿠죠덴에 들어갔다. 같은 해 7월 16일에 친왕 선하를 받고, 8월 17일에 태자에 책봉되었다. 이듬해인 에이지 원년 (1141년) 12월, 불과 만 3세 (만 2세 5개월)에 스토쿠 천황의 양위를 받고 즉위하였다. 재위 중에는 도바 법황이 원정을 폈다.
규안 6년 (1150년) 1월 4일, 12세에 원복했다. 같은 달 10일, 내람 후지와라노 요리나가의 양녀 마사루코/다이시 (11세)가 입내, 19일에 뇨고가 되었고, 3월 14일 황후에 올랐다. 그러나, 4월 21일, 관백 후지와라노 타다미치의 양녀 시메코/데이시 (20세)도 입내해, 6월 22일 중궁에 올랐다. 시메코/데이시는 비후쿠몬인의 양녀이기도 했기 때문에, 비후쿠몬인은 시메코/데이시의 조기 출산을 기대하고 있었다. 닌페이 2년 (1152년)에 시메코/데이시는 회임 징후를 보여, 다이리에서 출궁하지만, 이는 주위의 기대에 부응한 상상임신이었던 듯, 출산예정인 이듬해 3월을 훨씬 넘겨도 출산 징후가 없었다 (『태기(台記)』 닌페이 3년 9월 14일조).
이 소동이 끝난 닌페이 3년 (1153년), 15세의 코노에 천황은 이때부터 눈에 띄게 병을 앓았으며, 같은 해에는 한때 실명 위기에 빠져, 양위 의사를 관백 타다미치에게 고했다고 한다 (『태기(台記)』 닌페이 3년 9월 23일조). 그런데 당시만 해도, 코노에 천황을 면회할 수 있었던 것은 타다미치 등 매우 극소수의 인물만 가능했고, 면회가 불가능 했던 도바 법황은 타다미치가 거짓말을 하고 있다고 생각했다. 병약한 데다가 17세의 어린 나이에 사망했기 때문에, 황자녀가 태어나지 못했다.
규주 2년 (1155년) 7월 23일, 고쇼로 하고 있던 코노에덴에서 붕어했다. 그날 밤, 후계 천황을 결정하는 의정이 열렸고, 스토쿠 상황의 황자이자 비후쿠몬인의 양자이기도 한 시게히토 친왕이 유력했으나, 비후쿠몬인의 또 다른 양자인 모리히토 왕 (훗날의 니조 천황)의 중간계투로 그의 아버지 마사히토 친왕 (고시라카와 천황)이 즉위하게 되었다. 도바 법황이 붕어하자, 황위를 둘러싸고 조정이 고시라카와 천황 측과 스토쿠 상황 측으로 분열되어 호겐의 난이 일어났다.
앞서 말한 바와 같이 코노에 천황의 건강 정보는 타다미치가 독점하고 있었기 때문에, 수년 전부터의 건강악화는 알려지지 않았으며, 코노에 천황의 죽음은 좌대신 후지와라노 요리나가의 저주에 의한 것이라는 소문이 돌았다. 영매에 의해 나타난 코노에 천황의 영은 "누군가가 짐을 저주하기 위해 아타고산 천공상의 눈에 못을 박았다. 이 때문에, 짐이 눈병을 앓다가 끝내 숨지게 됐다"고 하니, 확실히 하기 위해 알아보니, 정말로 눈에 못이 박혀 있었다. 주지에게 물었더니, "5~6년 전 밤중에 누가 내리쳐서 꽂았다"라고 대답했다고 한다 (『태기(台記)』 규주 2년 8월 27일조).

## 가족
- 황후: 후지와라노 마사루코/다이시(藤原多子) - 우대신 후지와라노 킨요시의 딸. 후지와라노 요리나가의 양녀. 후에 니조 천황과 재혼하였다.
- 중궁: 후지와라노 시메코/데이시 (藤原呈子) - 태정대신 후지와라노 코레미치의 딸, 섭정 관백 태정대신 후지와라노 다다미치의 양녀

## 재위 중의 연호
- 에이지 - 원년 12월 7일 (1142년 1월 5일) 천조, 2년 4월 27일 (1142년 5월 25일) 즉위에 의해 고지로 개원
- 고지 - 3년 2월 23일 (1144년 3월 28일), 갑자개혁에 의해 덴요로 개원
- 덴요 - 2년 7월 22일 (1145년 8월 12일), 핼리 혜성 출현으로 규안으로 개원
- 규안 - 7년 1월 26일 (1151년 2월 14일), 폭풍ㆍ홍수로 인해 닌페이로 개원
- 닌페이 - 4년 10월 28일 (1154년 12월 4일), 액운으로 규주로 개원
- 규주 - 2년 7월 23일 (1155년 8월 22일) 붕어

## 시호ㆍ추호
『병범기 (兵範記)』 규주 2년 7월 27일조에 따르면, 장례 준비가 진행되는 가운데, 원호 정함이 있었으며, 우선 우대번 후지와라노 토모타카가 "코노에인(近衛院)"을 제안하였다. 원호는 저택에서 따온다는 원칙이 있었고, 코노에덴은 천황의 사토다이리였다. 그러나, 카잔인 타다마사는 코노에(近衛)라는 자에 추호에 거리낌이 있으므로, "고요메이몬인(後陽明門院)"이 어떠냐라고 발언했다. 타다마사는 그 이유를 밝히지 않았으나, "코노에(近衛)는 천황의 호위병이며 원호에 어울리지 않는다." "그렇다면 코노에다이로(近衛大路)로 통하고, 별칭인 요메이몬(陽明門)이 좋다" "요메이몬인(陽明門院)은 테이시 내친왕의 원호로 사용하고 있으므로, 뒤에 글자를 붙혀 구별한다"라는 발상이 있었을 것으로 추측된다. 이에 대해 나카미카도 무네요시는 "천황과 천황이라면 앞뒤 글자가 있어야 하지만, 천황과 국모, 남녀 사이에 앞뒤 글자를 붙인 예는 없다"고 반박했다. 이에 따라 "고요메이몬인(後陽明門院)"이나 "요메이몬인(陽明門院)"은 철회되고, 원래의 "코노에인(近衛院)"으로 결정됐다.

## 릉ㆍ영묘
능은 궁내청에 의해, 교토부 교토시 후시미구 타케다쵸보다이인쵸에 있는 안라쿠쥬인 남릉(安樂壽院南陵)에 치정되어있다. 이곳은 교토의 남교로 토바라 칭해진 일대에 위치하며, 도바 법황이 이궁 내에 자신과 가족의 묘소로 설정했던 곳이기도 하다. 도바 법황은 호엔 5년 (1139년)에 자신의 묘소로 안라쿠쥬인 경내에 삼중탑 (본어탑)을 세우고, 유언대로 그곳에 묻혔으나, 큐안 4년 (1148년) 무렵에는 황후 후지와라노 토쿠시/나리코 (비후쿠몬인)의 묘소로 삼중탑 (신어탑)도 세웠다. 그러나, 토쿠시/나리코는 유해를 그곳에 묻히기를 거부했고, 유언대로 유골은 고야산에 안장됐다. 이에 따라 신어탑은 빈 채로 있다가, 조칸 원년 (1163년)에 이르러, 치소쿠인에 있던 코노에 천황의 유골을 이곳으로 옮겨 새로 모시게 됐다.
코노에릉은 궁내청상의 형식으로는 다보탑으로 되어있으며, 이는 역대 천황릉 중 유일하다. 처음에는 삼중탑이었던 신어탑이지만, 게이초 원년 (1595년), 게이초 후시미 지진으로 무너져 버려, 도요토미 히데요리의 명에 따라 다보탑으로 재건되었다.
또한, 황궁에서는 궁중삼전 중 하나인 황령전에서 다른 역대 천황, 황족과 함께 코노에 천황의 영을 모시고 있다.

## 칙원소
- 칸노지 - 코노에 천황의 칙원소(勅願所)로, 위패가 안치되어있다.
- 카와사키 다이시

## 관련 전설
- 오사카부 이케다시 후시오의 큐안지에 대해, 『셋츠명소도회(摂津名所図会)』의 권6 테시마노코오리(豊島群) 큐안지항에 적인 전설에 따르면, "도바 천황의 치세, 겐지츠 대사가 큐안지에서 황후의 순산기원을 실시했고, 그 결과 황후는 회임한 후, 코노에 천황을 낳으셨다. 그래서 이 땅은 불사왕촌(不死王村)이라 부르게 되었고, 불사왕촌이 바뀌어 후시오(伏尾)가 되었다"고 한다.

## 등장작품

### TV드라마
- 타이라노 키요모리 (2012년, NHK대하드라마) - 배우 키타무라 타쿠미

## 같이 보기
- 일본 천황